# Bathyplectes exiguus
Bathyplectes exiguus är en stekelart som först beskrevs av Johann Ludwig Christian Gravenhorst 1829.  Bathyplectes exiguus ingår i släktet Bathyplectes och familjen brokparasitsteklar. Arten är reproducerande i Sverige. Inga underarter finns listade.